# Tiraumea (rivière)
La partie nord de la rivière Tiraumea  (en anglais : Tiraumea River) est un cours d’eau de la région de  Manawatu-Wanganui de l’Île du Nord  de la Nouvelle-Zélande.

## Géographie
La rivière prend naissance dans un pays de collines abruptes du District de Tararua, juste au sud du  village de « Tiraumea ». Un de ses affluent : le torrent “Tiraumea Stream”, draine la partie sud de la chaîne de « Puketoi Range ». La rivière s’écoule vers l’ouest puis vers le nord pour atteindre le fleuve Manawatu immédiatement au niveau du pont de la State Highway 2/S H 2 et du chemin de fer à 5 km au sud  de la ville de Woodville .